# Top Withens

Top Withens (também conhecida como Top Withins) é uma casa de fazenda em ruínas perto de Haworth, West Yorkshire, Inglaterra, que teria sido a inspiração para a localização da casa da família Earnshaw no romance de mesmo nome de 1847, de Emily Brontë.
Uma placa afixada na parede diz:
Esta casa de fazenda foi associada a "Wuthering Heights", a casa de Earnshaw no romance de Emily Brontë. As construções, mesmo quando completos, não tinham nenhuma semelhança com a casa que ela descreveu, mas a situação pode ter estado em sua mente quando ela escreveu sobre o cenário de charneca de Heights.— Sociedade Brontë 1964. Esta placa foi colocada aqui em resposta a muitas perguntas.
O equívoco popular de que a casa de Earnshaw foi estilizada em Top Withens pode ter surgido de uma série de cartas entre o editor George Smith e a amiga de Charlotte Brontë, Ellen Nussey, enquanto ele buscava uma lista de lugares que inspiraram os romances.
A ruína fica na Pennine Way, a leste de Withins Height, abaixo de Delf Hill. É um destino popular para caminhadas a partir de Haworth e Stanbury, nas proximidades. A atração para os turistas literários japoneses é tão grande que algumas placas de trilhas na área incluem direções em japonês.

## Tempestade
Em 18 de maio de 1893, Top Withens foi atingida por um raio durante uma tempestade. Buracos foram feitos na parede, o telhado foi parcialmente arrancado, bandeiras foram quebradas e cerca de 30 janelas foram quase completamente removidas. Uma parte da ardósia foi jogada para longe da casa pelo vento e, na cozinha, a lâmina de uma faca foi derretida pelo calor. Uma tigela de massa preparada pela esposa do fazendeiro, Sra. Sunderland, foi quebrada em pedaços, e seu cachorro e gato fugiram do prédio com medo. Isso foi relatado pelo Todmorden & District News na semana seguinte.
|  |  |  |  |